# Bad bitch bionda
Bad bitch bionda è un singolo del rapper italiano Random pubblicato il 14 dicembre 2018.

## Tracce
1. Bad bitch bionda – 3:22